# Rosa Galvez
Rosa Galvez, née le 21 juin 1961, est une professeure, experte-conseil en environnement et femme politique canadienne.
Le 2 novembre 2016, Justin Trudeau, premier ministre du Canada, la nomme au Sénat du Canada. Elle entre officiellement en poste le 6 décembre 2016 à titre de sénatrice de Bedford. Au temps de sa nomination, elle était professeure à l'Université Laval. 
Originaire du Pérou, elle étudie à l'Université nationale d'ingénierie du Pérou où elle obtient un baccalauréat en génie civil en 1985. Elle immigre au Canada en 1985, à l'âge de 23 ans, pour poursuivre ses études à l'Université McGill. Elle y effectue une maîtrise en génie environnemental en 1989 puis un doctorat en génie géo-environnemental en 1994. En 1994, elle intègre le Département de génie civil et de génie des eaux de l'Université Laval, à Québec. Elle en devient directrice en 2010.
Ses travaux de recherche portent sur des questions internationales telles que la protection des Grands Lacs et du fleuve Saint-Laurent, l'étude du déversement de pétrole de la catastrophe ferroviaire de Lac-Mégantic, des études pour le gouvernement des Territoires du Nord-Ouest concernant la durabilité des mines et des terres et la discussion relative à un cumulatif d'un projet hydroélectrique de la Colombie-Britannique sur le bassin versant du Mackenzie.